# Хвостенко Юрій Олександрович
Ю́рій Олекса́ндрович Хвосте́нко (нар. 27 травня 1981, Львів) — український актор театру та кіно.
Народився 27 травня 1981 року у місті Львові. У 2003 році закінчив факультет культури і мистецтв Львівського національного університету імені Івана Франка за спеціальністю актор театру і кіно (стипендія ім. Володимира та Євдокії Блавацьких 2002 року).
З 2004 року — актор Національного академічного українського драматичного театру імені Марії Заньковецької.
З грудні 2019 року — актор Івано-Франківського театру ім. І. Франка.

## Фільмографія
| Рік  | Стрічка                                         | Роль                  | Примітки             |
| ---- | ----------------------------------------------- | --------------------- | -------------------- |
| 2008 | «Гітлер капут!»                                 | Офіцер                |                      |
| 2010 | «Золотий вересень. Хроніка Галиччини 1939-1941» |                       | Документальний фільм |
| 2016 | «Жива»                                          | Аліфанов              |                      |
| 2016 | «SelfieParty»                                   | продавець на заправці |                      |
| 2018 | «Шляхетні волоцюги»                             | Мирослав              |                      |

## Ролі в театрі
- «Мізантроп» Е. Лабіш — Шифоне
- «Нора» Г. Ібсен — доктор Ранк
- «Романтики» Едмон Ростан — Страфорель
- «Серенада для судженої» Олена Пчілка, С. Мрожек — Василь Михайлович Хороший, Лис
- «Арт» Ясміна Реза — Іван
- «Візит літньої пані» Ф.Дюрренматт — журналіст, 5,6,7 чоловік,
- «Хелемські мудреці» М. Гершензон — Лемех довгий, Реб Цодек
- «Сава Чалий» І. Карпенко-Карий — гайдамака
- «Валентин і Валентина» М.Рощин — Бухов
- «Амадей» Пітер Шеффер — Моцарт
- «Сойчине крило» І. Франко (антерприза) — Массіно
- «Сліпе щастя» — Клуд
- «Безіменна зірка» М. Себастьян — Начальник станції
- «Кафедра» В. Врублевська — Набоков
- «Замшевий піджак» С. Стратієвстипендія ім. Блавацьких— Іван Антонов
- «Комедіанти» А. Баранга — режисер Фанаке
- «Суботня вечеря» — Педоцур
- «Сто тисяч» І.Карпенко-Карий — Бонавентура
- «Два дні… Дві ночі…» Б. Ревкевич за «Ромео і Джульєтта» В.Шекспіра — Рифф
- «Історія коня» Л.Толстой - Холстомер
- «Бояриня» Леся Українка- Степан
- «Розповідь незнайомого» А.Чехов — Незнайомий
- «Троє товаришів» Е.-М.Ремарк — Роберт Локампф
- «Він прийшов» Д. Б. Прістлі — Інспектор Гуль
- «Небелиці про Івана…» за кіносценарієм Івана Миколайчука — Іван Калита